# Gloubi-boulga
Le gloubi-boulga est un plat imaginaire et la nourriture préférée du dinosaure Casimir, personnage principal de L'Île aux enfants, une émission de télévision destinée aux enfants diffusée en France du milieu des années 1970 au début des années 1980.
Le gloubi-boulga est plus précisément un gâteau, réputé immangeable, et dont seule l'espèce des « Casimirus » est friande.

## Origine
Le gloubi-boulga trouve ses origines dans l'enfance de Christophe Izard, le créateur de Casimir et de L'Île aux enfants. Durant la Seconde Guerre mondiale, Izard, alors enfant, est hébergé par une vieille dame russe. Afin qu'il se tienne tranquille, celle-ci lui faisait touiller longuement du sucre et des jaunes d'œuf dans un saladier. La vieille dame appelait cette sorte de sabayon « Kogel mogel ».
À la Libération, Izard, en découvrant tout ce qu'il n'avait pas pu goûter durant son enfance, s'invente un dessert très nourrissant, composé de chocolat râpé, de bananes écrasées et de confiture de fraises. Le gloubi-boulga s'inspire du premier plat pour le nom, et du second pour la recette — légèrement améliorée à la sauce Casimirus — avec de la moutarde et de la saucisse de Toulouse, cette dernière devant être « tiède mais crue », d'après Casimir.

## Composition

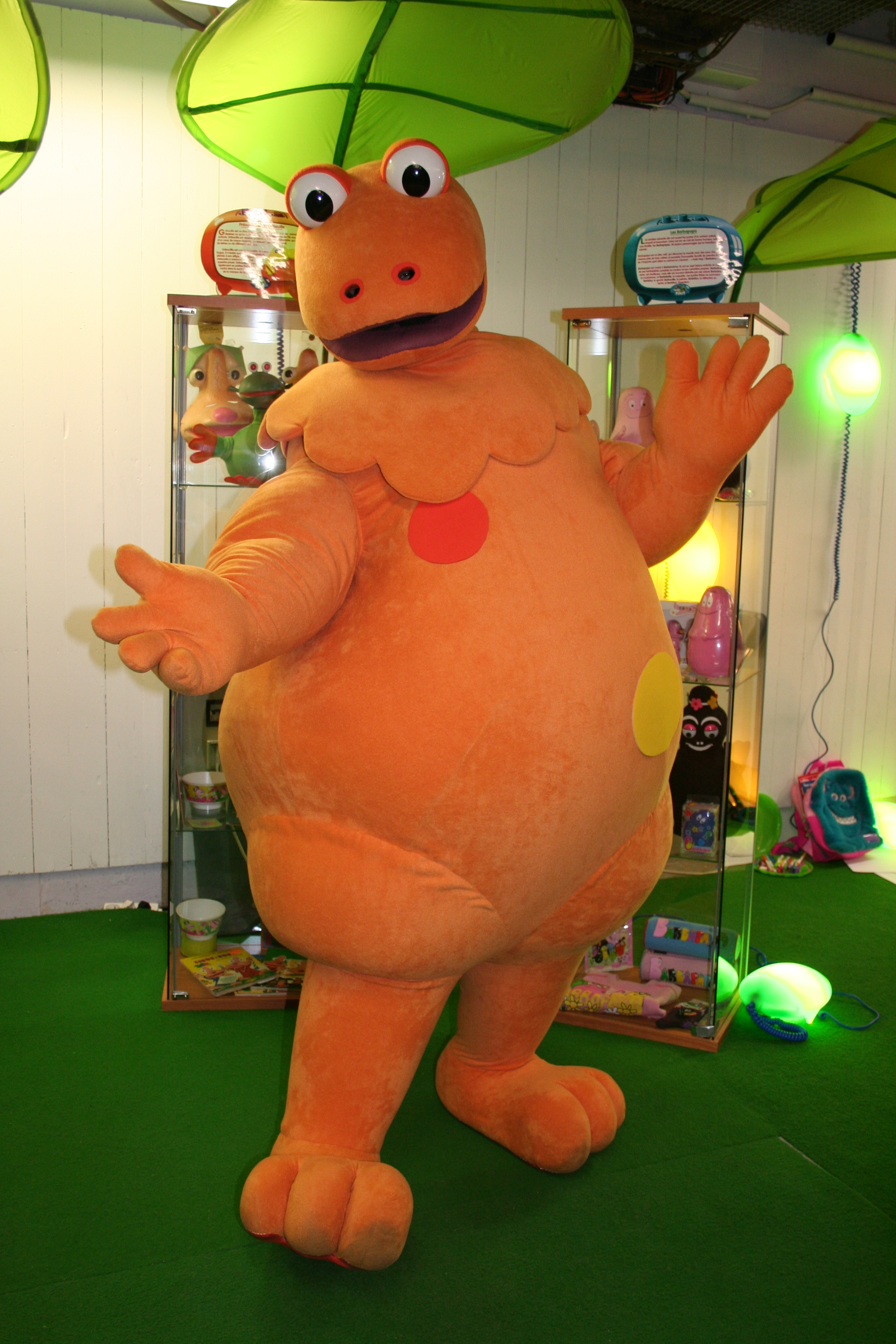
Casimir, un grand amateur de gloubi-boulga.

Selon Casimir, la recette du gloubi-boulga est la suivante, :
Mélanger dans un saladier :
- de la confiture de fraises[3] ;
- du chocolat râpé[3] ou en poudre[2] ;
- de la banane écrasée[3] ;
- de la moutarde très forte[3] ;
- de la saucisse de Toulouse[3], « tiède mais crue »[2].

Selon son humeur, Casimir ajoute parfois à ces cinq ingrédients majeurs un autre ingrédient (de la crème chantilly, des anchois, etc.). Dans l'épisode diffusé le 30 septembre 1974, alors qu'il s'est endormi, Casimir rêve que tous les enfants mangent son gloubi-boulga et qu'il ne lui reste plus rien ; au réveil, il se dit qu'il vaut mieux vivre dans un monde où il est le seul à apprécier cette mixture.

## Postérité et allusions
- Le succès de L'Île aux enfants fut tel que le terme « gloubi-boulga » est passé dans le langage populaire français (pour les générations concernées du moins), désignant un mélange désagréable (dont le sens est alors proche de ragougnasse), voire plus souvent un discours très confus de propos incohérents et incompréhensibles[5],[6],[7]. C'est parfois aussi un mélange culinaire inhabituel, pas nécessairement immangeable, mais à l'aspect informe[8],[9], au sens culinaire donc comme au sens figuré[10].
- Dans le jeu d'aventure Gobliins 2: The Prince Buffoon sorti en 1992, un des acolytes d'Ammoniak, Oumkapok, est un amateur de boulettes de gloubagoulbi (une anagramme à peine dissimulée du gloubi-boulga)[11].
- Dans les années 2000, des soirées destinées aux « adulescents », combinant cosplay, rediffusion de dessins animés des années 1980 et fête étaient appelées Gloubi-boulga Nights ou Soirées Gloubi-boulga[12].
- Dans le doublage français du jeu Portal 2, le robot Wheatley mentionne le gloubi-boulga[13].
- Le rappeur Booba fait une allusion au gloubi-boulga à la fin du second couplet de la chanson Mula de Siboy[14].
- Dans le jeu vidéo Dofus, « Gloubibou le Gars » est un monstre unique (archimonstre) nécessaire à l'obtention du Dofus ocre.